# Junonia atlites
Junonia atlites är en fjärilsart som beskrevs av Carl von Linné 1763. Junonia atlites ingår i släktet Junonia och familjen praktfjärilar. Inga underarter finns listade i Catalogue of Life.

## Bildgalleri

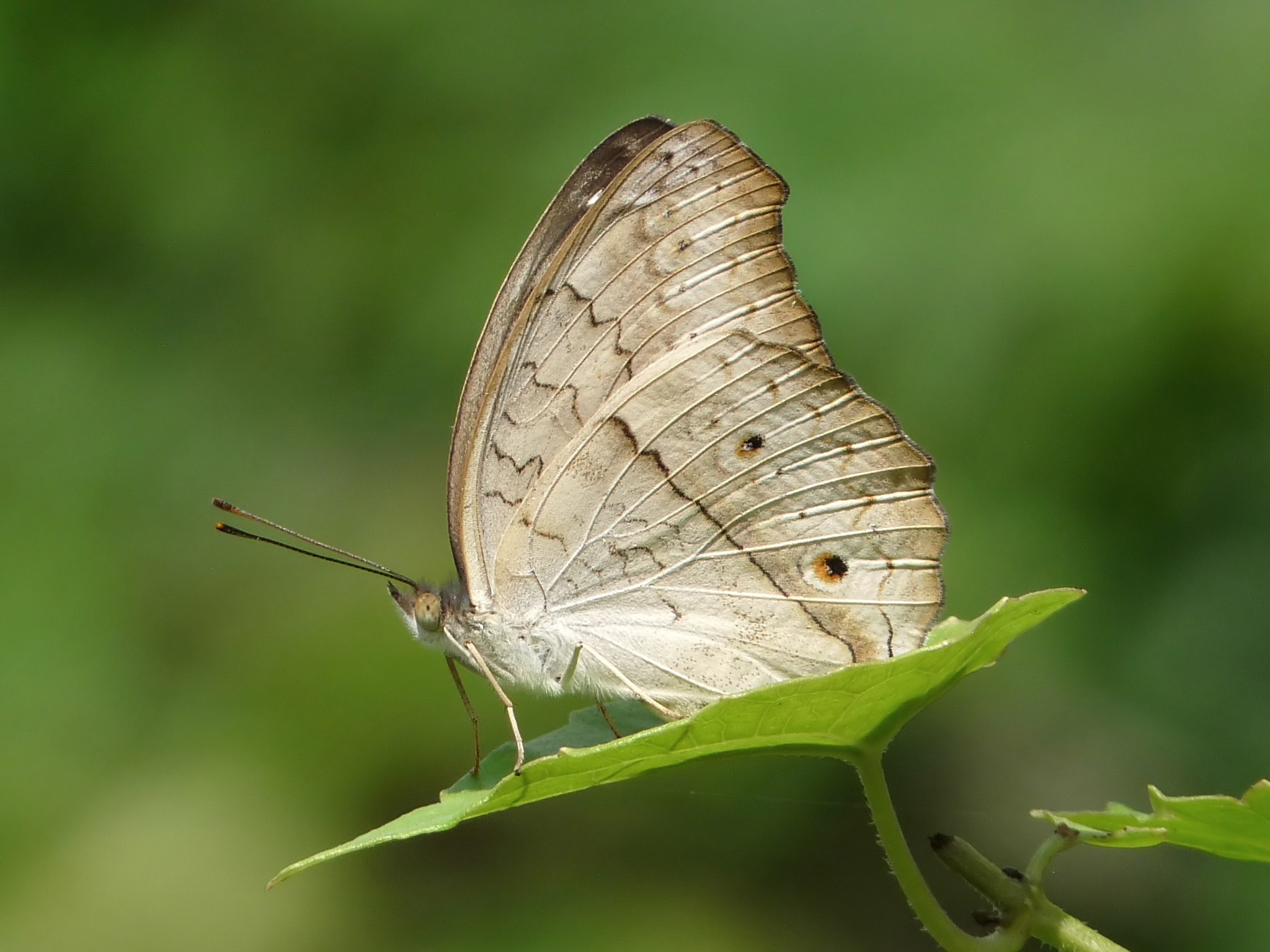
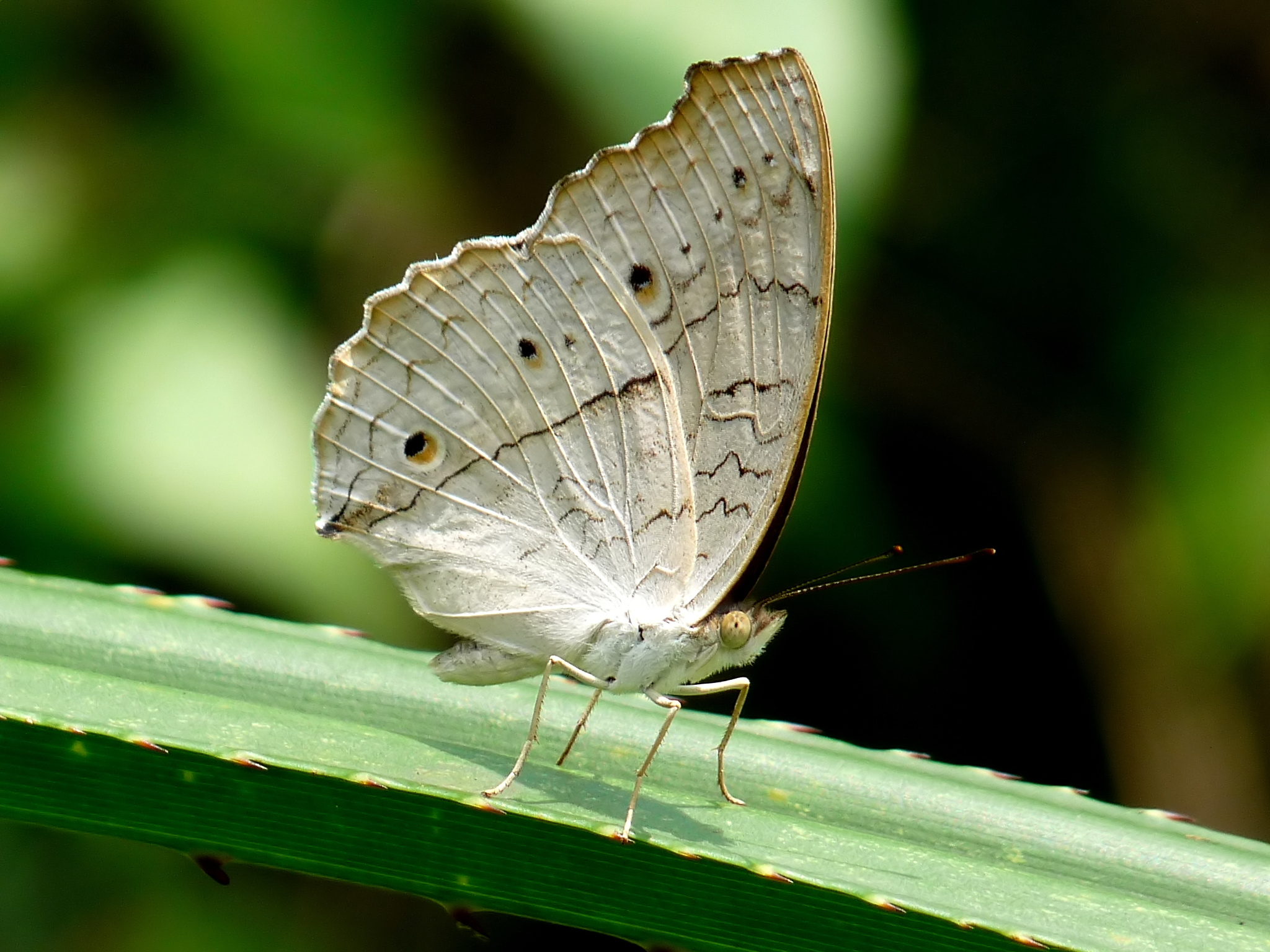
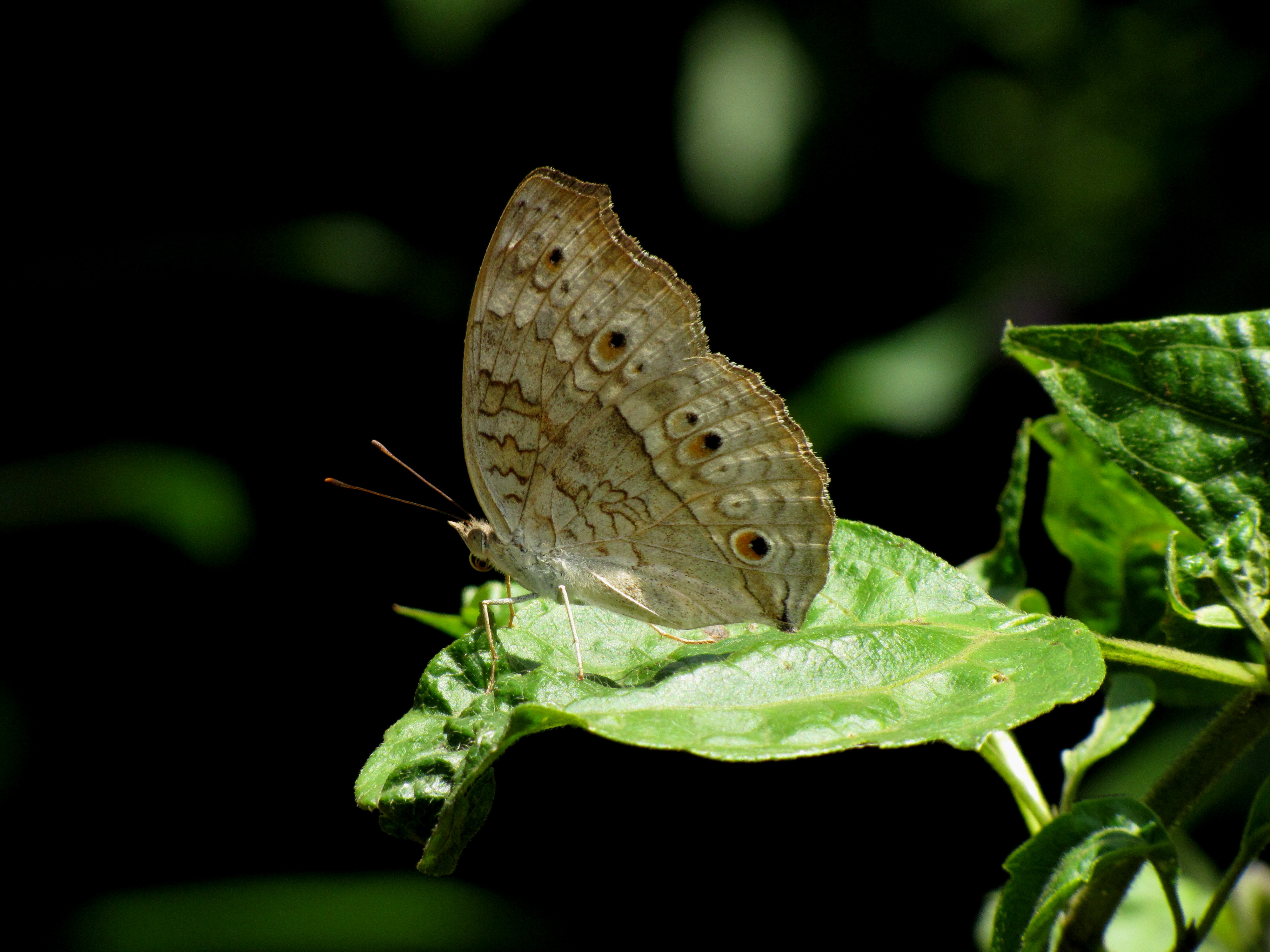
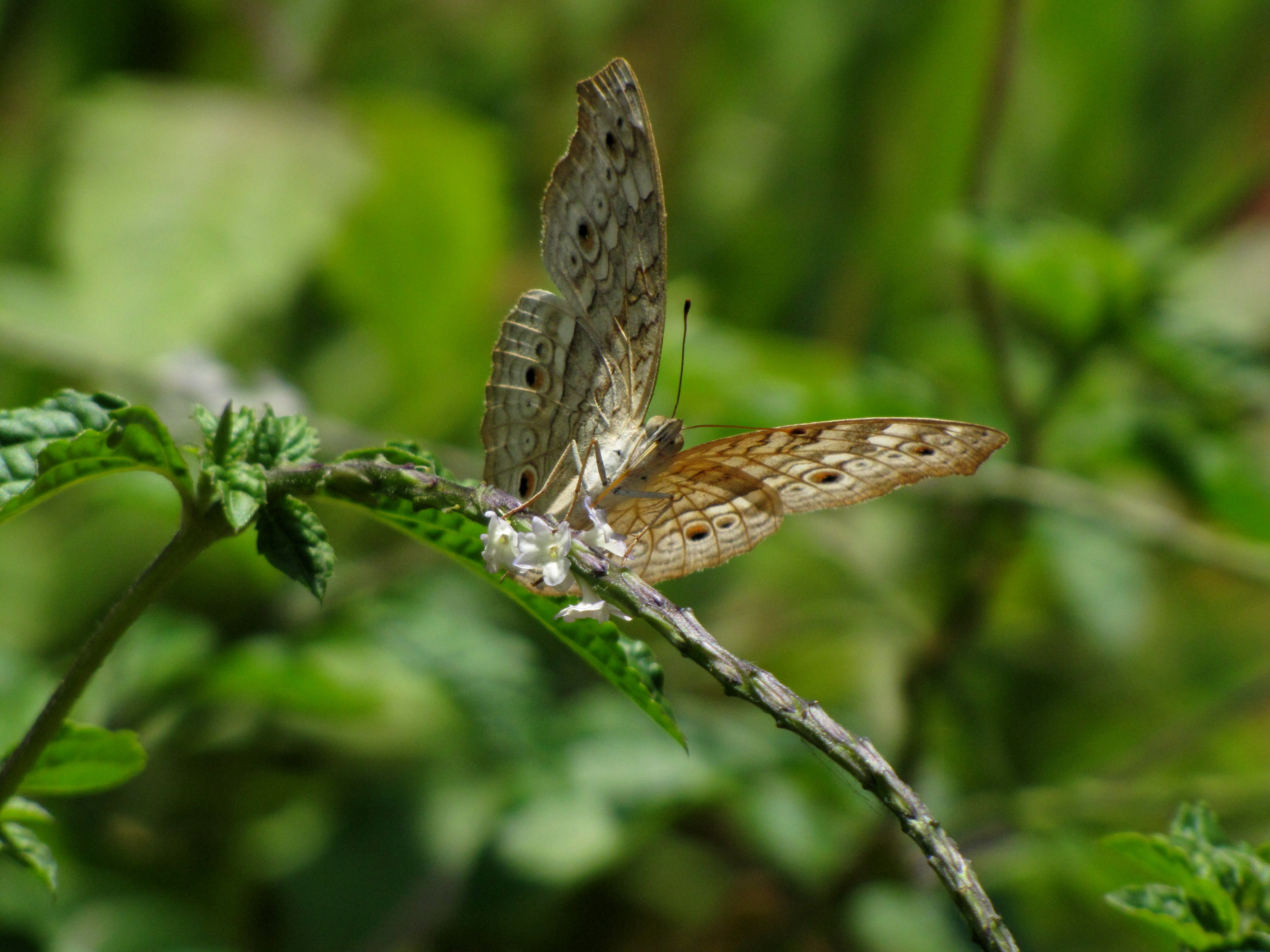
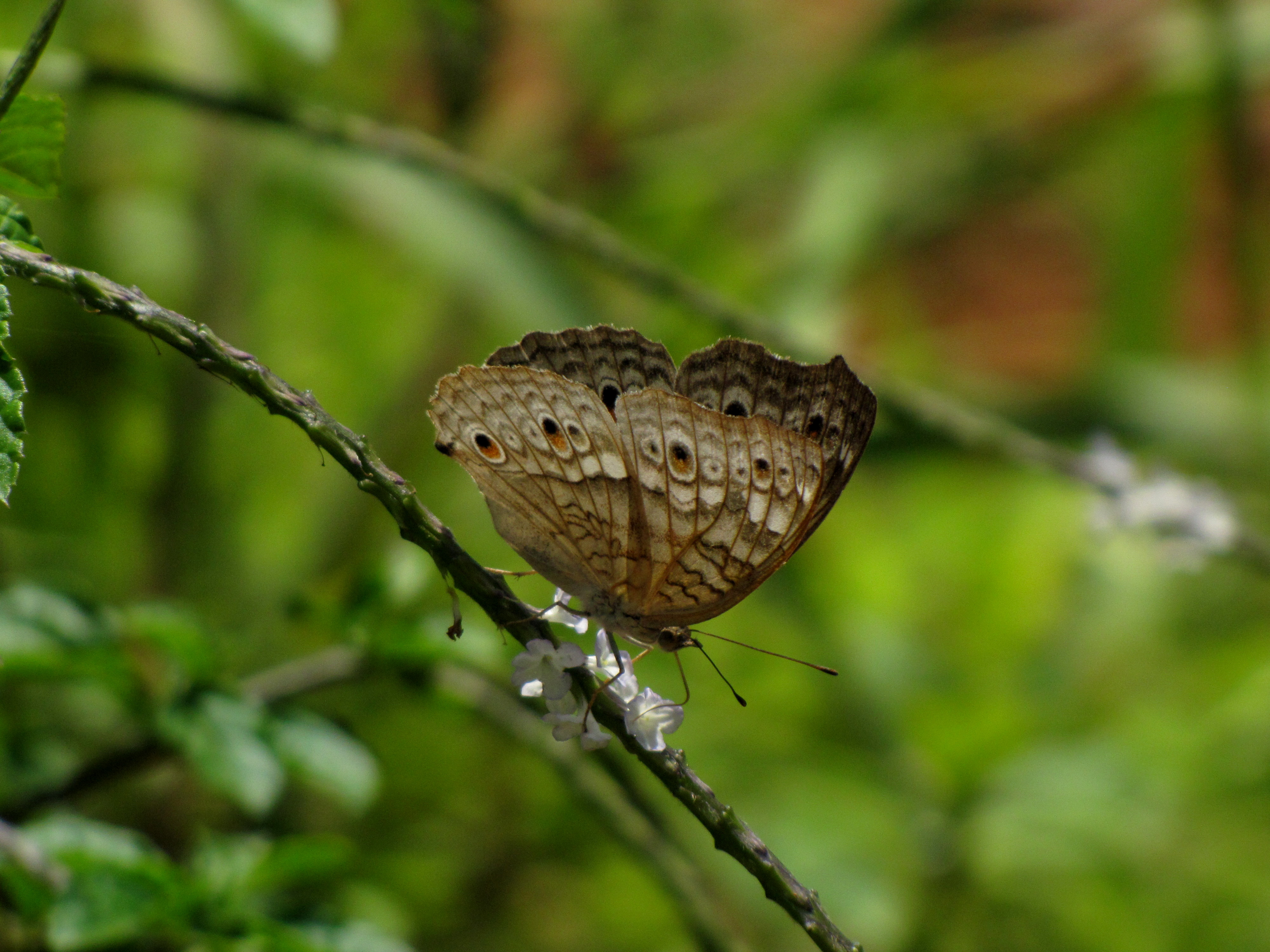
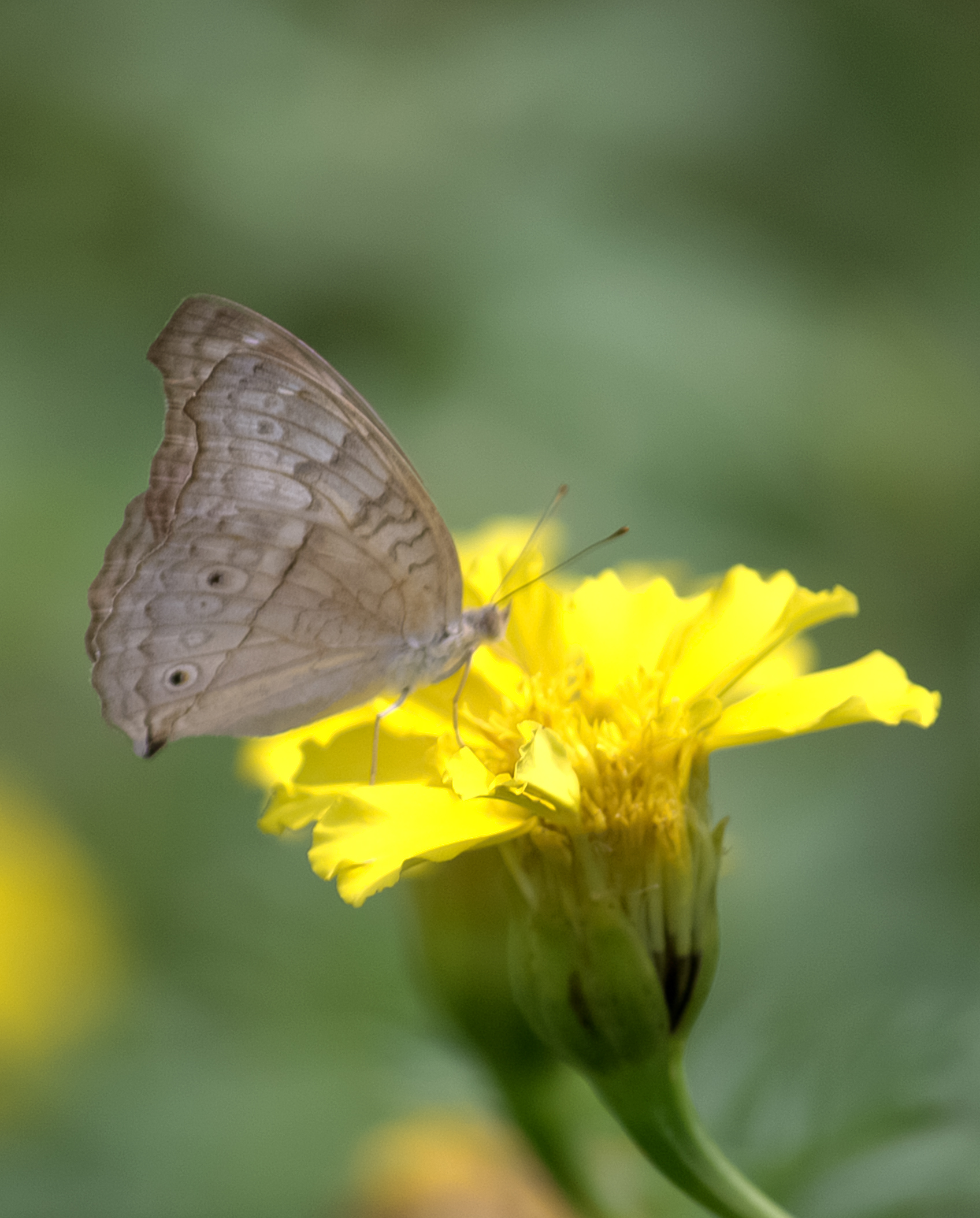